# (2687) Tortali
(2687) Tortali (1982 HG) – planetoida z pasa głównego asteroid okrążająca Słońce w ciągu 4 lat w średniej odległości 2,52 j.a. Odkryta 18 kwietnia 1982 roku.